# Dirk Schoufs
Dirk Schoufs (Brussel, 9 februari 1962 - Anderlecht, 24 mei 1991) was een Belgisch contrabassist. Hij verwierf bekendheid met Vaya Con Dios.

## Biografie
Als teenager was Dirk Schoufs punk. In de tachtiger-jaren evolueerde zijn smaak naar rockabilly en speelde hij contrabas bij The Wild Ones uit Brussel, die een zekere bekendheid verwierven.  
Samen met gitarist Willy Willy vormde hij een akoestisch duo. Toen ze de gelegenheid kregen om een jamsessie te geven in een bevriende boetiek vroegen ze Dani Klein om te zingen. Hieruit ontstond in 1986 Vaya Con Dios. In 1987 namen ze, onder leiding van Johan Verminnen en samen met Margriet Hermans en Firmin Timmermans als het Brabantse team deel aan de Bacarabeker en wonnen ze de prijs. Kort daarop werd Just a Friend of Mine als single uitgebracht die aansloeg in heel Europa en platina behaalde. Niet veel later verliet Willy Willy de groep, officieel omdat hij Vaya Con Dios niet meer kon combineren met The Scabs. Volgens de media was dit echter, omdat hij een relatie had met Dani Klein en zij een nieuwe verhouding was begonnen met Dirk Schoufs. 
Willy Willy werd vervangen door Jean-Michel Gielen en in 1990 volgde hun eerste grote hit: What's a Woman van het met platina bekroonde album Night Owls. De groep brak wereldwijd door en de hits stapelden zich op: Nah Neh Nah, Don't Cry For Louie, Puerto Rico en Johnny. In 1991 gingen Dani Klein en Dirk Schoufs uit elkaar, waarop Schoufs de groep verliet en Vaya Con Dios verderging als eenvrouwsband.
Schoufs begon samen te werken met Isabelle Antena, die hij had leren kennen tijdens een gezamenlijke tour in 1987. Samen met haar drummer Marco De Meersman en gitarist Fritz Sundermann (zoon van Freddy Sunder) namen ze het conceptalbum Les Derniers Guerriers Romantiques op, dat werd uitgegeven in april 1991. Omstreeks diezelfde periode huwde hij Isabelle. Op 24 mei 1991 stierf Schoufs ten gevolge van een cocktail van medicijnen, alcohol en coke. In sommige persberichten verscheen ten onrechte dat hij aan aids zou zijn overleden.

## Discografie

### Albums
- Vaya Con Dios - Vaya Con Dios (1988)
- Vaya Con Dios - Night Owls (1990)
- Isabelle Antena - Les Derniers Guerriers Romantiques (1991)

## Singles
- Vaya Con Dios - Just A Friend Of Mine (1987)
- Vaya Con Dios - Puerto Rico (1987)
- Vaya Con Dios - Don't Cry for Louie (1988)
- Vaya Con Dios - Johnny (1988)
- Vaya Con Dios - Sally (1990)
- Vaya Con Dios - What's a Woman (1990)
- Vaya Con Dios - Nah Neh Nah (1990)
- Vaya Con Dios - Night Owls (1990)
- Isabella Antenna - Sur Ton Ile (1991)
- Vaya Con Dios - Heading for a Fall (1992)
- Vaya Con Dios - Time Flies (1992)

- Gemeinsame Normdatei: 134704525
- International Standard Name Identifier: 0000 0000 5802 5084
- MusicBrainz: ed68d5fb-5e5d-4e1c-aaa0-0a1dbc5ecc06
- Virtual International Authority File: 79739191